# Саггс (певец)
Грэм Макферсон (англ. Graham McPherson, родился 13 января 1961 года в Гастингсе), более известный как Саггс (Suggs) — английский певец, актёр, бывший радио-диджей, ведущий вокалист группы Madness.

## Ранняя жизнь
Грэм Макферсон родился 13 января 1961 года в Гастингсе у Уильяма Рутерфорда Макферсона (1935—1975) и джазовой певицы Эдит Гауэр. Воспитывался матерью, так как отец ушёл из семьи после его рождения.

## Музыка
Саггс больше всего известен как вокалист популярной 2 Tone ска/поп-группе Madness.

### Сольная карьера
В 1997 Саггс записал песню «Blue Day» для футбольного клуба Челси с игроками Челси.

## Фильмография
Саггс снимался в фильме Долговязый (The Tall Guy) и Don’t Go Breaking My Heart (1998).

## Личная жизнь
Женат на певице Бетти Брайт, вокалистке группы Deaf School. Они познакомились через Клайва Ленджера и поженились в 1981. У них есть две дочери — Скарлетт и Вива. Саггс живёт с семьёй в северном Лондоне и дружит с Джулианом Холландом.

## Сольная дискография
Чтобы посмотреть альбомы и синглы Саггса в группах Madness, The Madness и The Fink Brothers, смотрите Дискография Madness.

### Альбомы
- The Lone Ranger UK # 14 (окт 1995)
- The Three Pyramids Club UK # 82 (авг 1998)

### Синглы
| Год  | Песня                                      | Чарт | Место  | Альбом                  |
| ---- | ------------------------------------------ | ---- | ------ | ----------------------- |
| 1995 | I'm Only Sleeping/Off On Holiday           | UK   | No. 7  | The Lone Ranger         |
| 1995 | Camden Town                                | UK   | No. 14 | The Lone Ranger         |
| 1995 | The Tune                                   | UK   | No. 33 | The Lone Ranger         |
| 1996 | Cecilia                                    | UK   | No. 4  | The Lone Ranger         |
| 1996 | No More Alcohol (new version of «Alcohol») | UK   | No. 24 | The Lone Ranger         |
| 1997 | Blue Day                                   | UK   | No. 22 | Non Album Single        |
| 1998 | I Am                                       | UK   | No. 38 | The Three Pyramids Club |